# Bastrop County
Das Bastrop County ist ein County im Bundesstaat Texas der Vereinigten Staaten. Das U.S. Census Bureau hat bei der Volkszählung 2020 eine Einwohnerzahl von 97.216 ermittelt. Der Sitz der County-Verwaltung (County Seat) befindet sich in Bastrop. Das County ist Teil der Region Greater Austin.

## Geographie
Das County liegt im mittleren Südosten von Texas und hat eine Fläche von 2320 Quadratkilometern, wovon 20 Quadratkilometer Wasserfläche sind. Es grenzt im Uhrzeigersinn an folgende Countys: Williamson County, Lee County, Fayette County, Gonzales County, Caldwell County und Travis County.

## Klima
Im Bastrop County herrscht ein subtropisches Klima mit Tiefsttemperaturen von 4 °C im Januar und 36 °C im Juli. Pro Jahr gibt es durchschnittlich 270 Sonnentage.

## Geschichte
Bastrop County wurde am 17. März 1836 als Original-County gebildet und hieß zuerst „Mina County“. Den heutigen Namen erhielt es am 18. Dezember 1837. Benannt wurde das County und auch die Stadt nach Felipe Enrique Neri, Baron de Bastrop (1759–1827), einem frühen deutschen Siedler, der ab 1820 mit Stephen F. Austin eine angloamerikanische Kolonie in Texas gründete. 1850 betrug die Einwohnerzahl 2.180 Personen inklusive 919 Sklaven. Bis 1860 verdreifachte sich die Zahl der Einwohner.
Ein Ort im County hat den Status einer National Historic Landmark, der Bastrop State Park. 98 Bauwerke und Stätten des Countys sind im National Register of Historic Places (NRHP) eingetragen (Stand 23. September 2018).
Im Bau befindet sich Snailbrook, die Arbeitersiedlung für Mitarbeiter der Boring Company und von SpaceX des Unternehmers Elon Musk.

## Demografische Daten

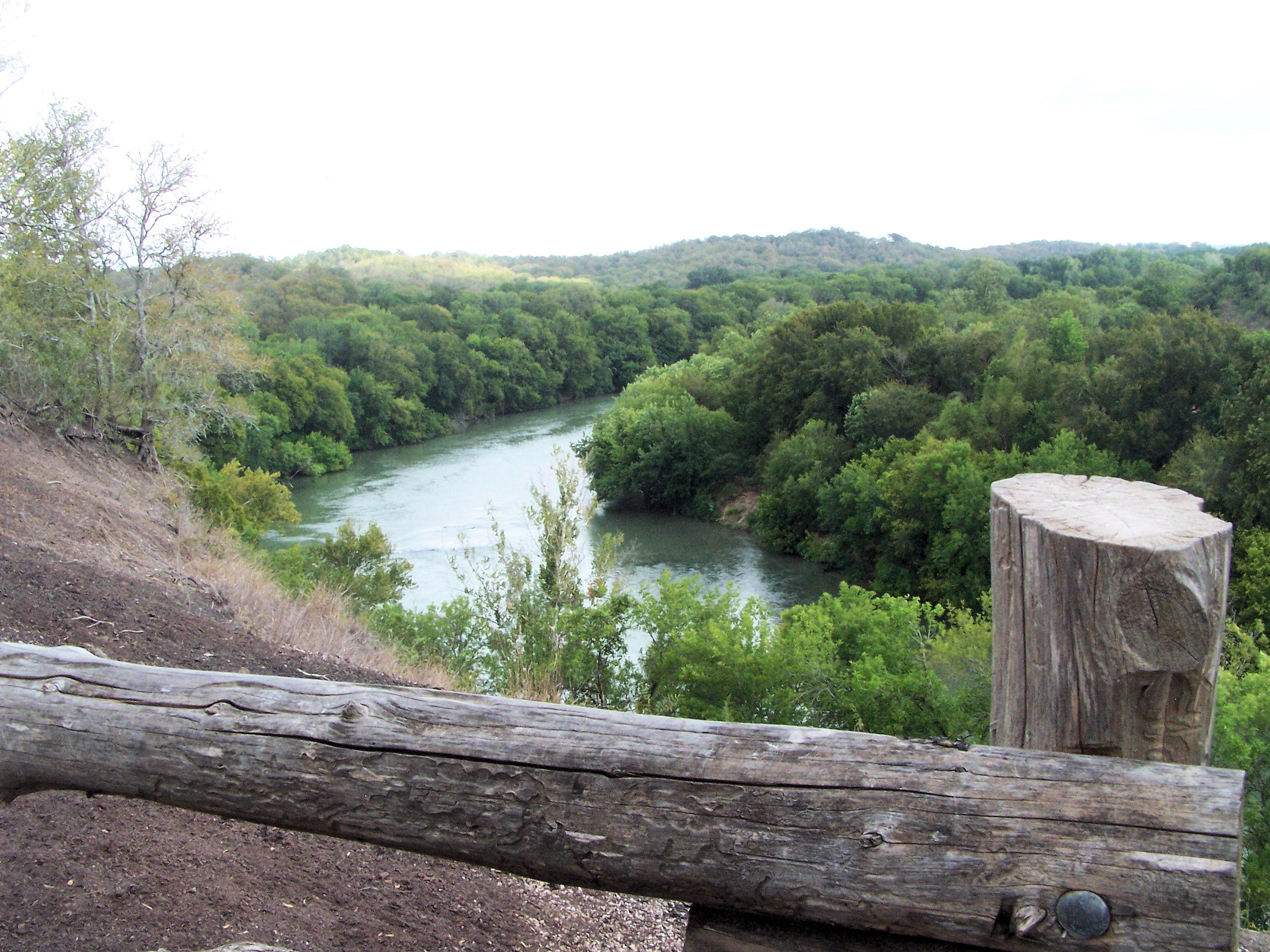
Der Colorado River im McKinney Roughs Nature Park

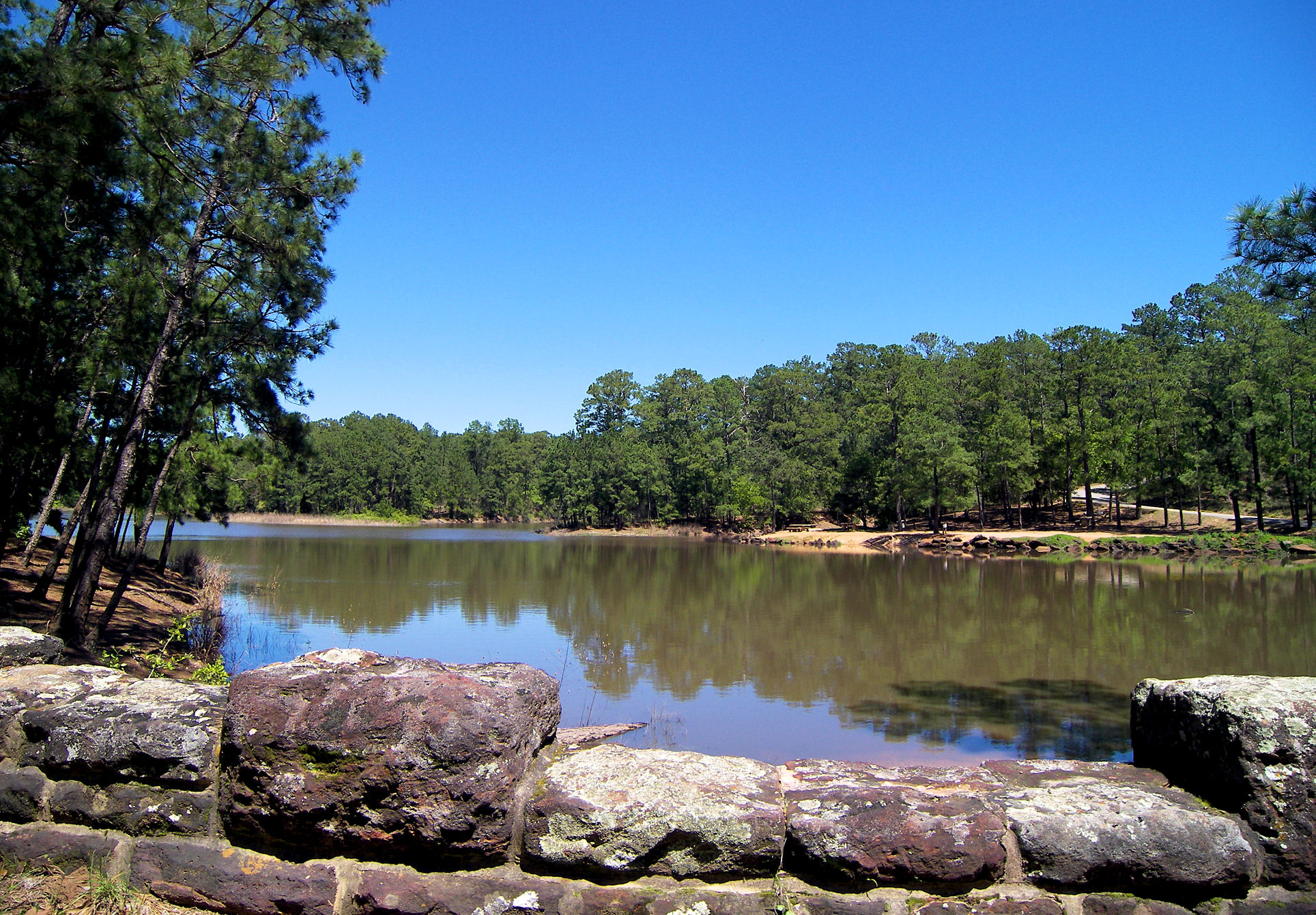
See im Bastrop State Park

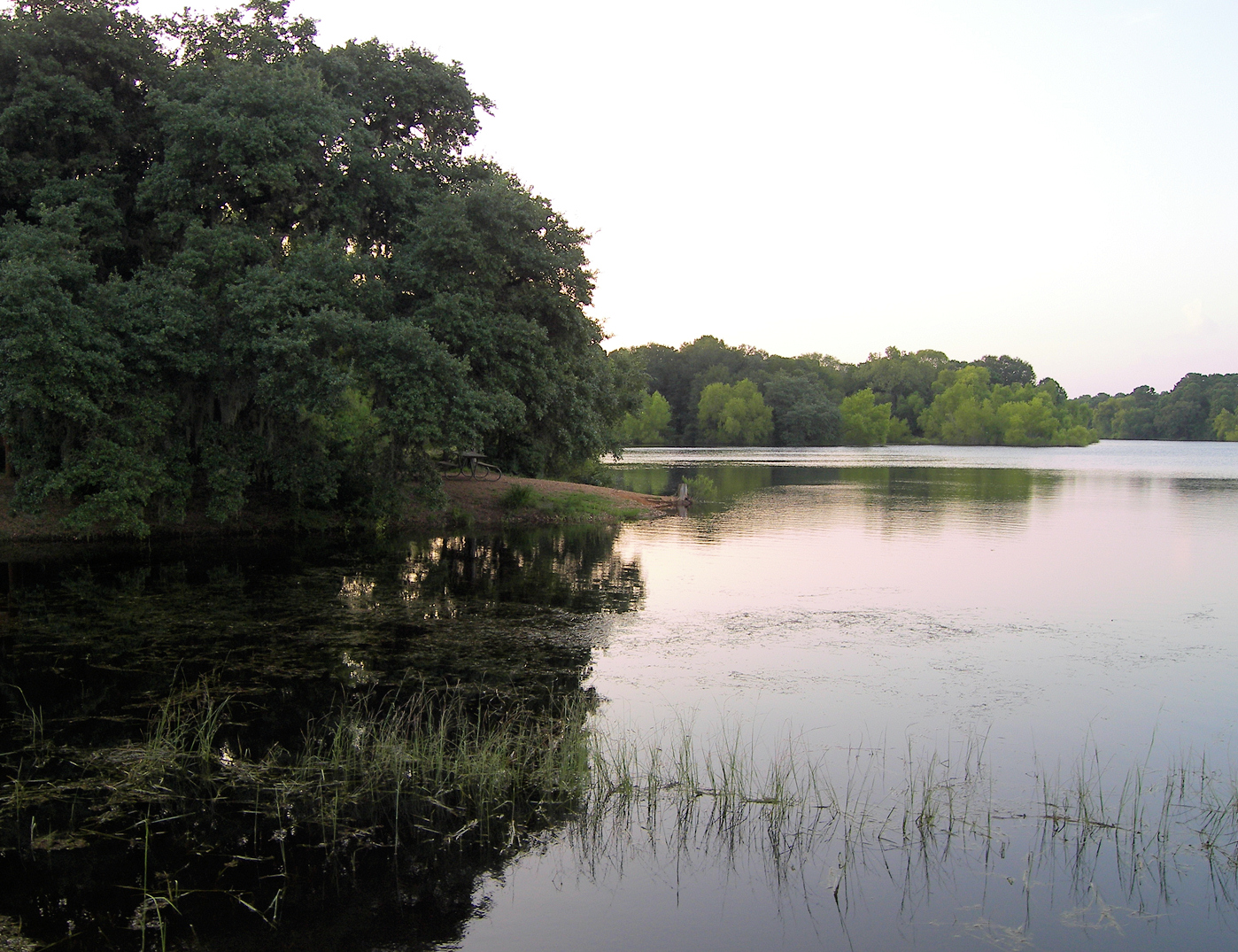
See im Buescher State Park

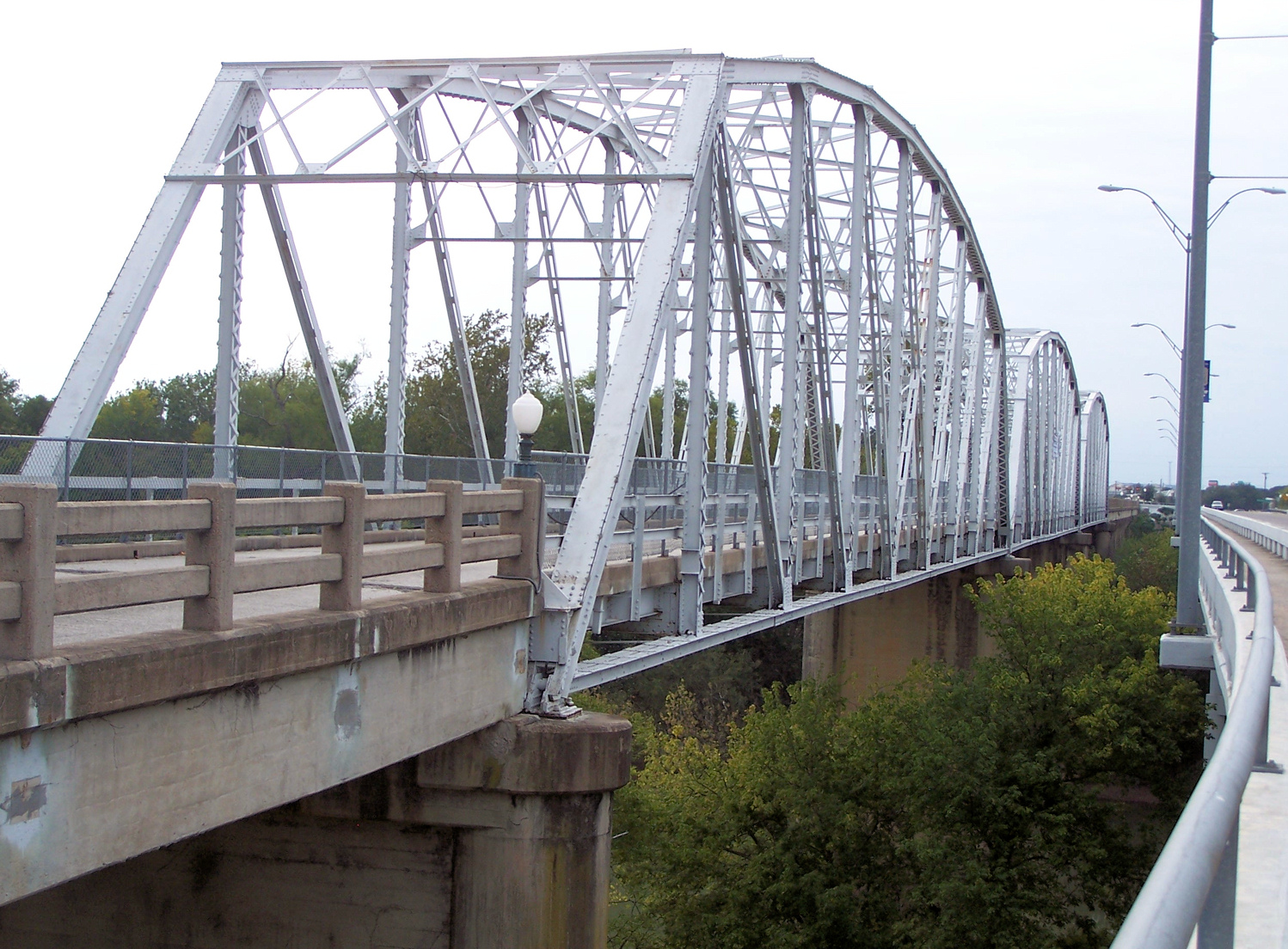
Colorado River Bridge at Bastrop, gelistet im NRHP mit der Nr. 90001031

Nach der Volkszählung im Jahr 2000 lebten im Bastrop County 57.733 Menschen in 20.097 Haushalten und 14.771 Familien. Die Bevölkerungsdichte betrug 25 Einwohner pro Quadratkilometer. Ethnisch betrachtet setzte sich die Bevölkerung zusammen aus 80,24 Prozent Weißen, 8,79 Prozent Afroamerikanern, 0,70 Prozent amerikanischen Ureinwohnern, 0,46 Prozent Asiaten, 0,06 Prozent Bewohnern aus dem pazifischen Inselraum und 7,60 Prozent aus anderen ethnischen Gruppen; 2,15 Prozent stammten von zwei oder mehr Ethnien ab. 23,98 Prozent der Einwohner waren spanischer oder lateinamerikanischer Abstammung.
Von den 20.097 Haushalten hatten 35,9 Prozent Kinder oder Jugendliche, die mit ihnen zusammen lebten. 58,5 Prozent waren verheiratete, zusammenlebende Paare 10,5 Prozent waren allein erziehende Mütter und 26,5 Prozent waren keine Familien. 21,5 Prozent waren Singlehaushalte und in 7,5 Prozent lebten Menschen im Alter von 65 Jahren oder darüber. Die durchschnittliche Haushaltsgröße betrug 2,77 und die durchschnittliche Familiengröße betrug 3,23 Personen.
28,0 Prozent der Bevölkerung war unter 18 Jahre alt, 7,6 Prozent zwischen 18 und 24, 31,3 Prozent zwischen 25 und 44, 22,9 Prozent zwischen 45 und 64 und 10,3 Prozent waren 65 Jahre alt oder älter. Das Medianalter betrug 35 Jahre. Auf 100 weibliche Personen kamen 105,5 männliche Personen und auf 100 Frauen im Alter von 18 Jahren oder darüber kamen 104,8 Männer.
Das jährliche Durchschnittseinkommen eines Haushalts betrug 43.578 USD, das Durchschnittseinkommen einer Familie betrug 49.456 USD. Männer hatten ein Durchschnittseinkommen von 32.843 USD, Frauen 25.536 USD. Das Prokopfeinkommen betrug 18.146 USD. 8,4 Prozent der Familien und 11,6 Prozent der Einwohner lebten unterhalb der Armutsgrenze.

## Orte im County
- Bastrop
- Beaukiss
- Calvin
- Cedar Creek
- Clearview
- Delhi
- Elgin
- Hill
- Hills
- Jeddo
- Kirtley
- Littig
- Lund
- Manheim
- Mc Dade
- Paige
- Red Rock
- Rosanky
- Smithville
- String Prairie
- Structure
- Type
- Upton

## Schutzgebiete und Parks
- Bastrop Commons Park
- Bastrop Erhard Field
- Bastrop State Park
- Buescher State Park
- City Park
- Firemans Park
- Lake Bastrop – North Shores Park
- Lake Bastrop – South Shores Park